# Zella-Mehlis
Zella-Mehlis település Németországban, azon belül Türingiában. Lakosainak száma 12 445 fő (2023. december 31.). Zella-Mehlis Gehlberg és Schwarza községekkel határos.

## Fekvése
Oberhof délnyugati szomszédjában, 450-550 méter magasságban, egy széles völgykatlanban fekvő település.

## Története
A várost 1919-ben Zella-Sankt Blasii vásárhely és Mehlis város egyesítéséből hozták létre.
Zella - 1112-ben szerepelt először az oklevelekben, Mehlis azonban feltehetően még régebbi település. A lakosság számára az egyetlen megélhetést évszázadokon át a dús erdő jelentette. Később megindult a bányászat is, a 16. századra a két helységben már három kovácsmű is üzemelt. A jelentős gazdasági fellendülés azonban csak a 19. századtól következett be, az észak-déli út megépítésével. 
A településen sokszínű ipar alakult ki. 1945 után vált jellegzetes ágazattá az üvegcsiszolás.
Mindkét városrészben szép templom található: Zellában a barokk stílusban 1768 és 1773 között épült plébániatemplom, Mehlisben pedig az 1743-ban épült barokk Szt. Magdolna templom.
Nevezetesek még modern sportlétesítményei; szabad strandfürdője Mehlis városrészben, valamint síugrósáncai (Maizenberg, Kanzlersgrund) és híres sportiskolájsa is.

## Galéria

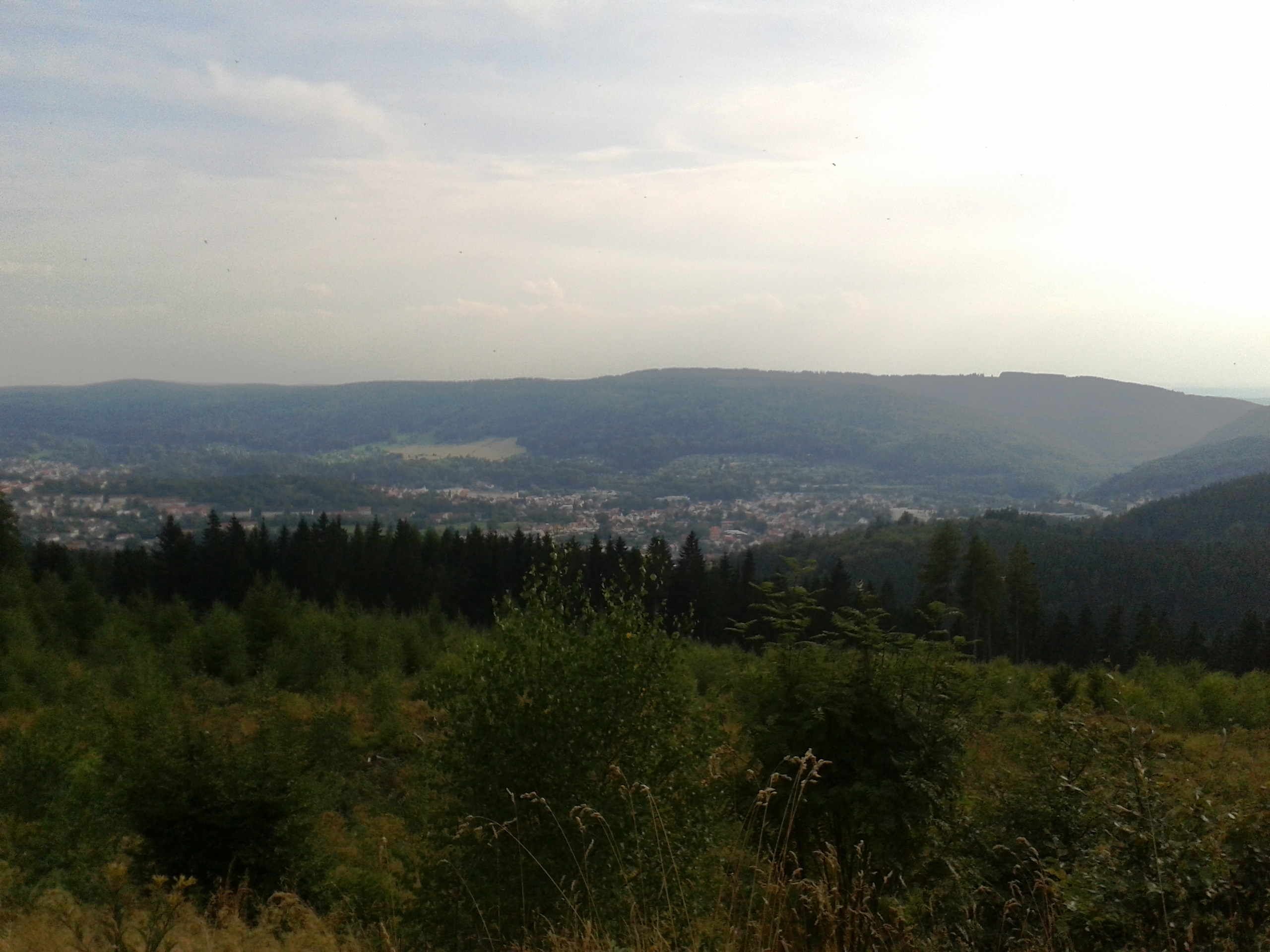
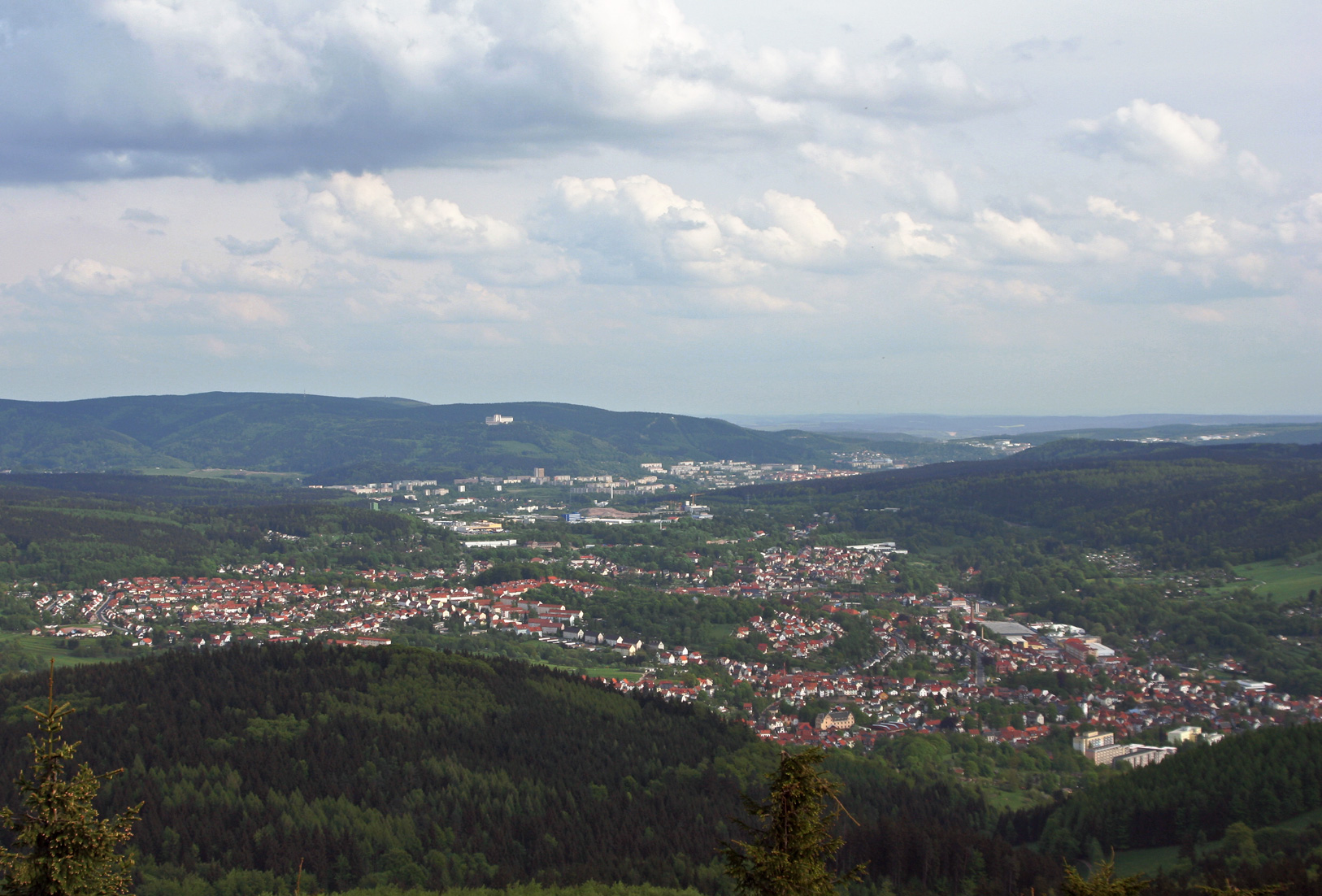
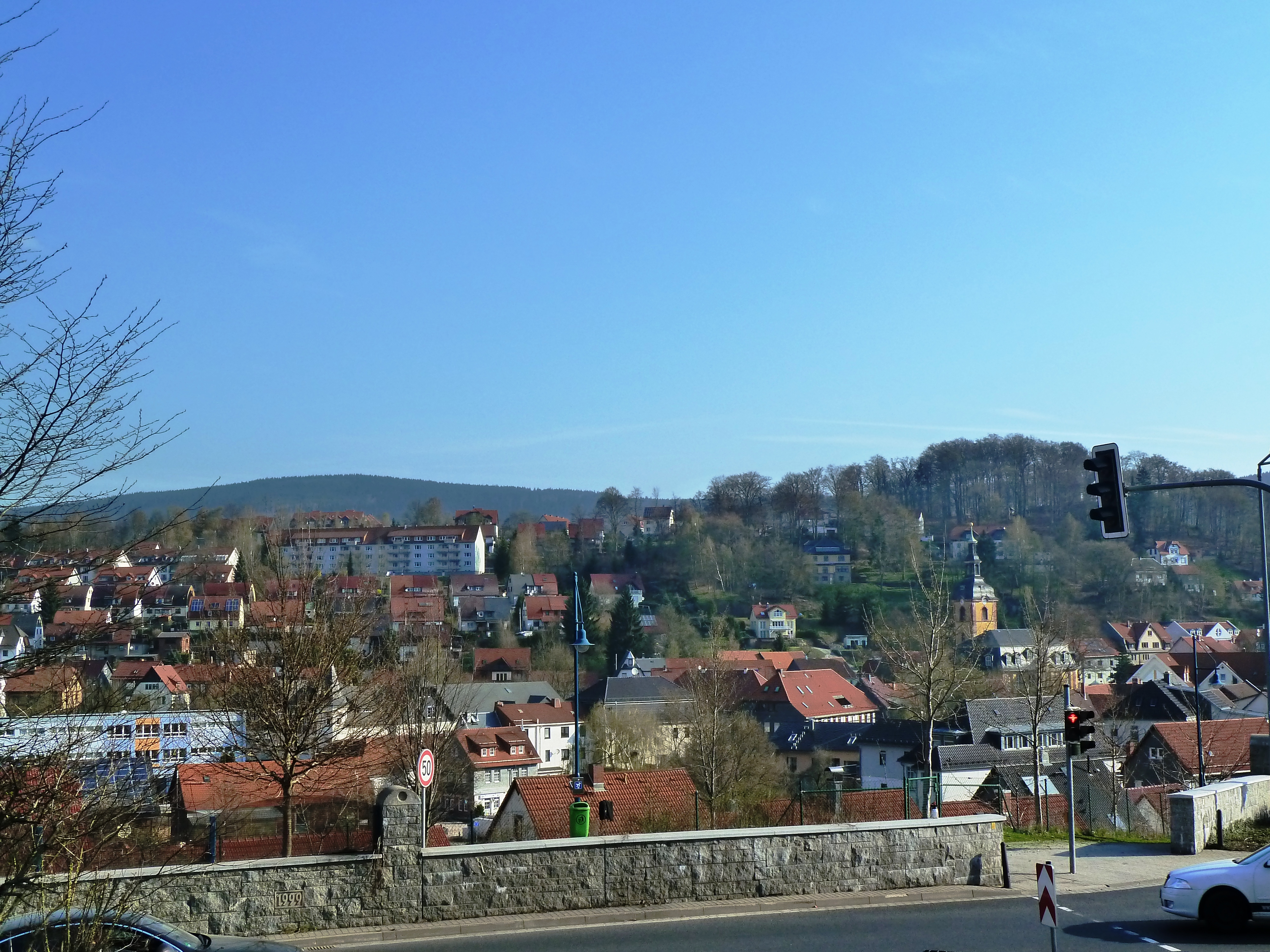
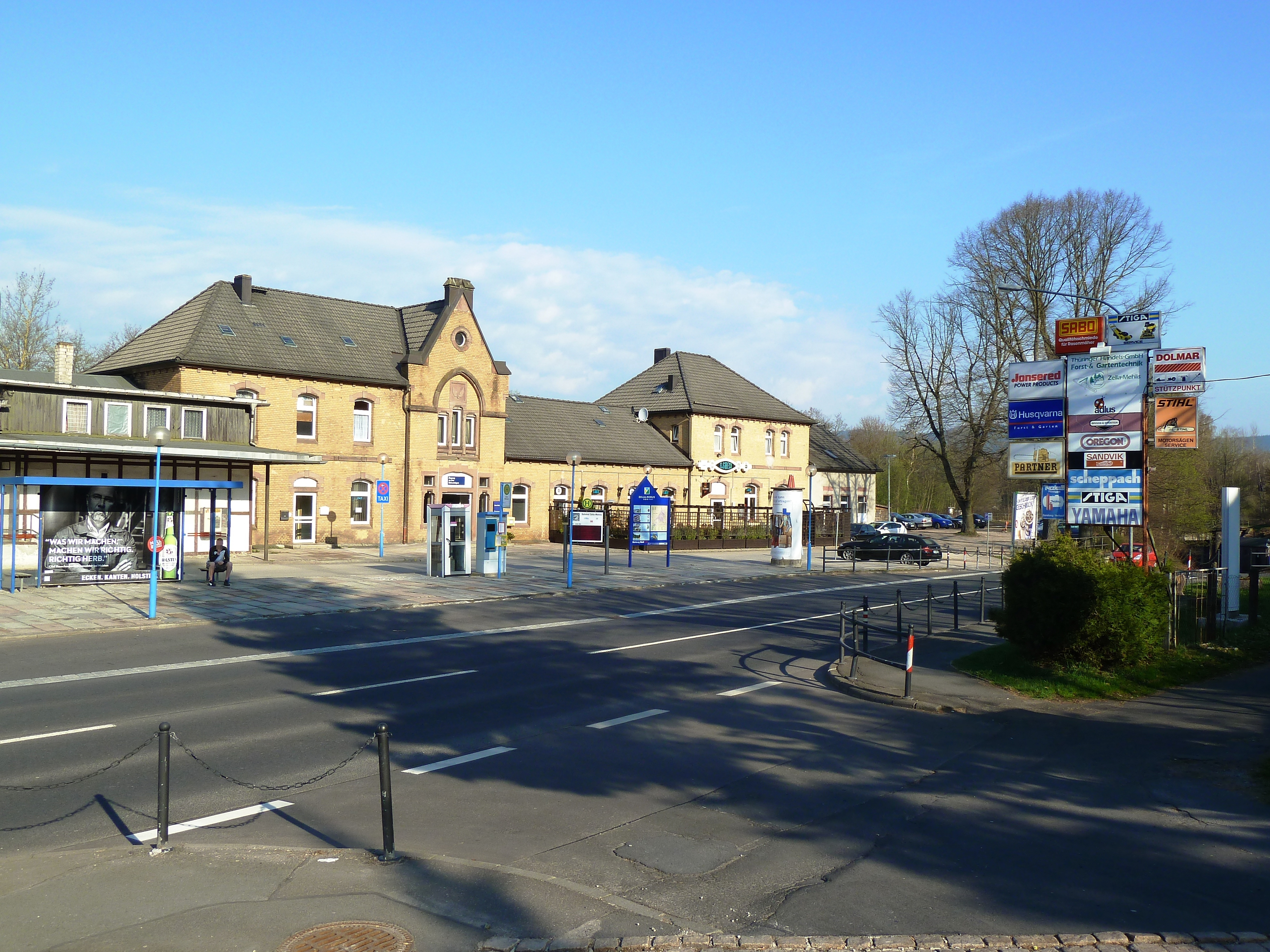
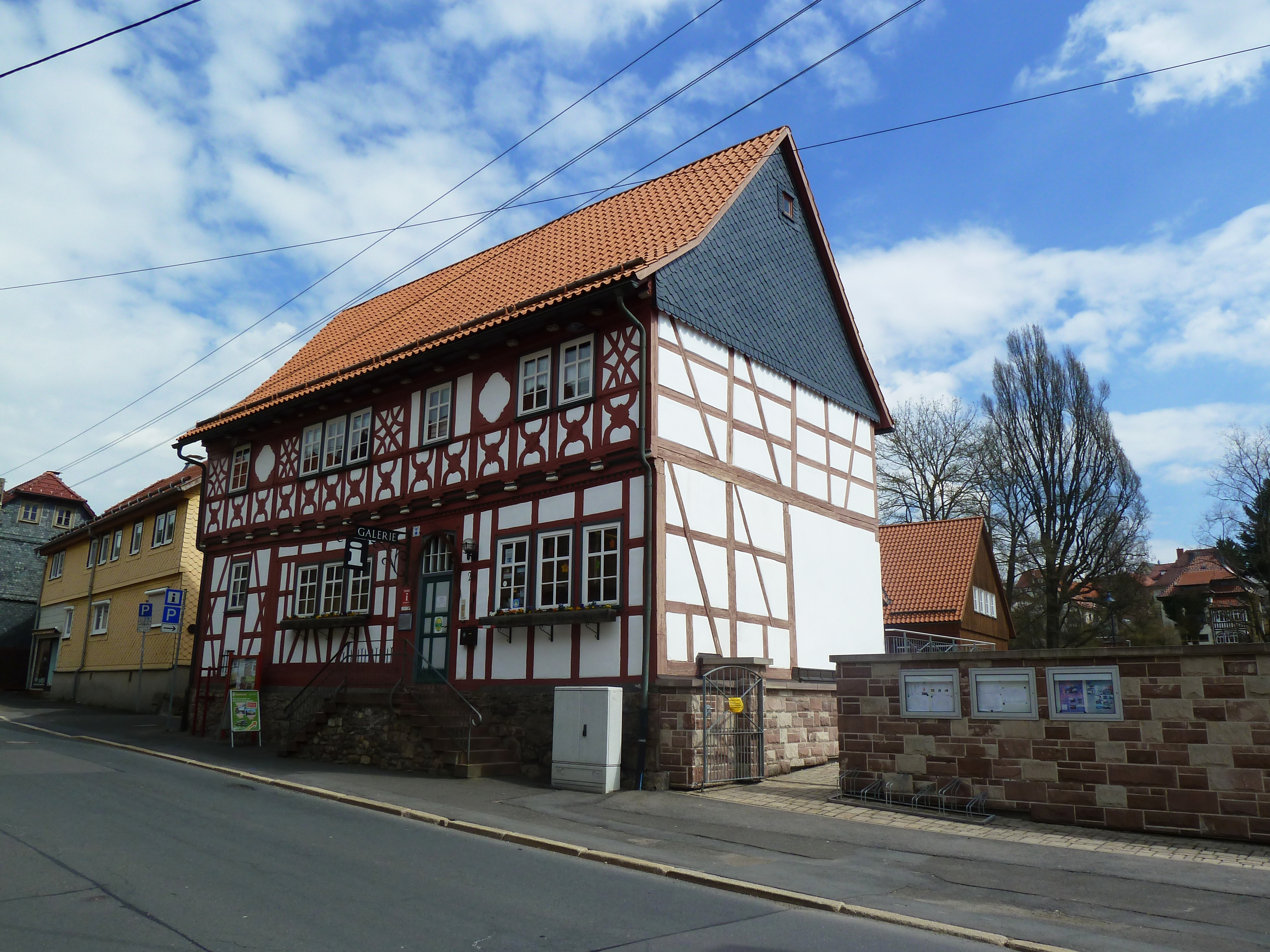
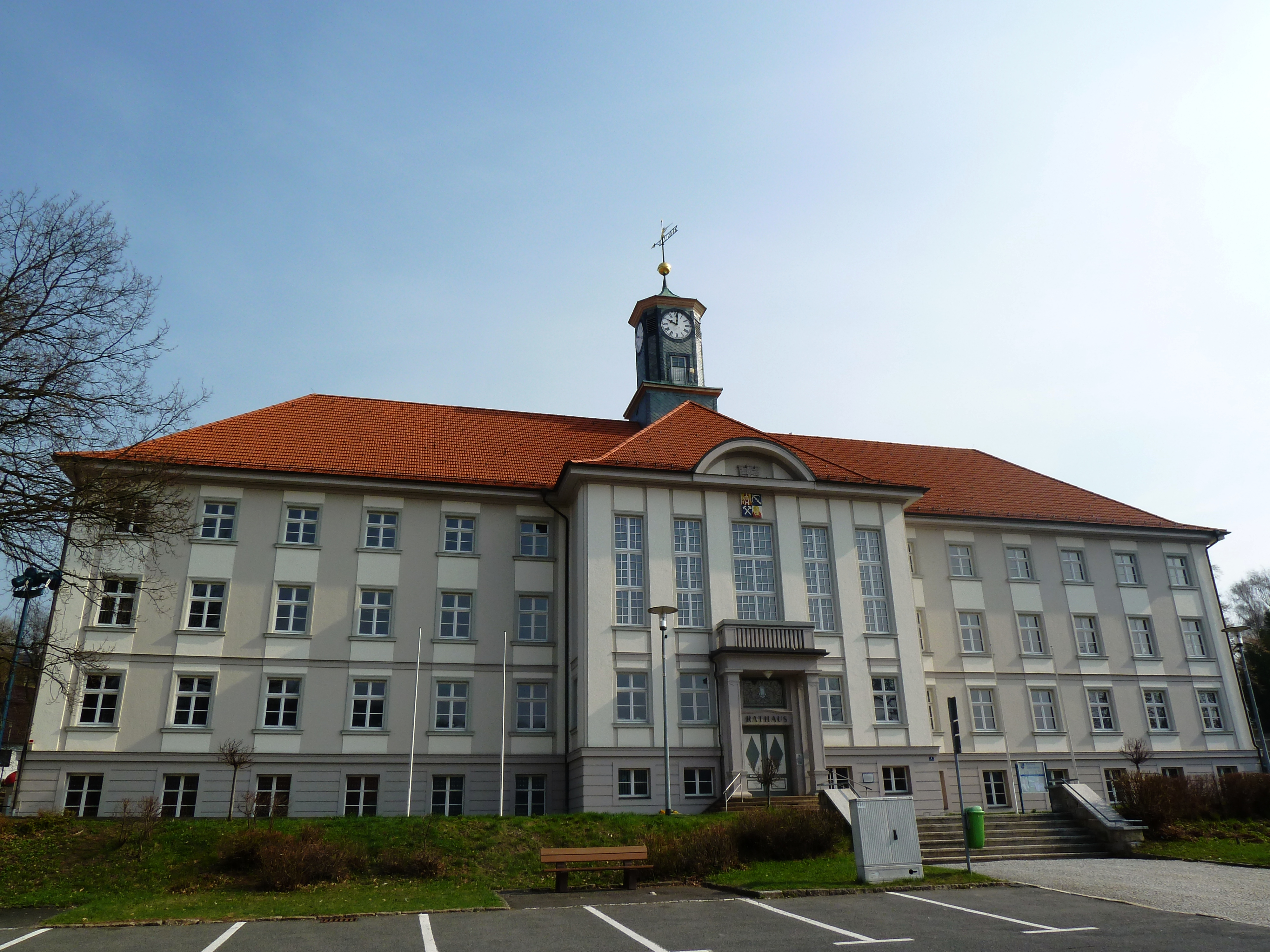
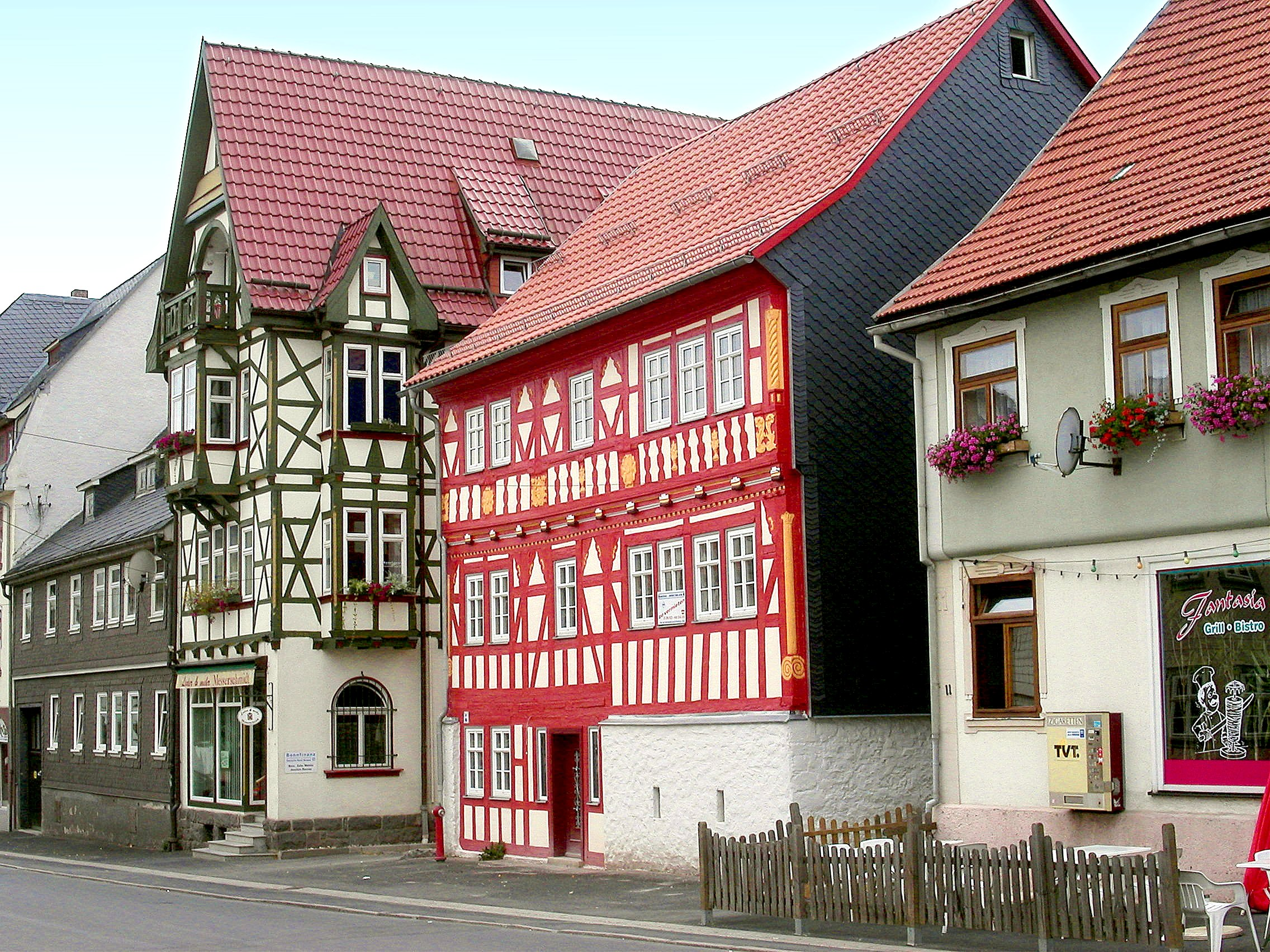
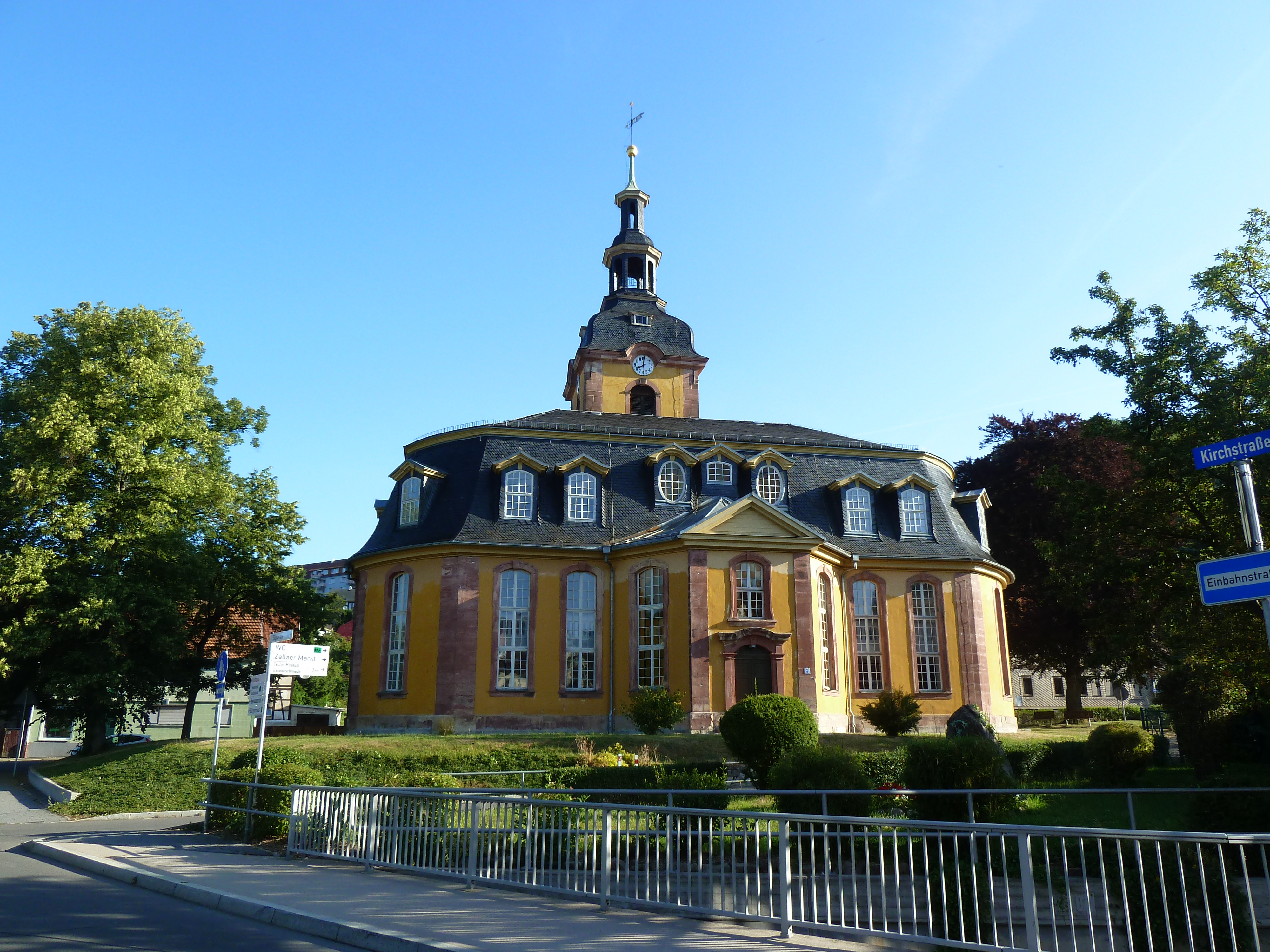
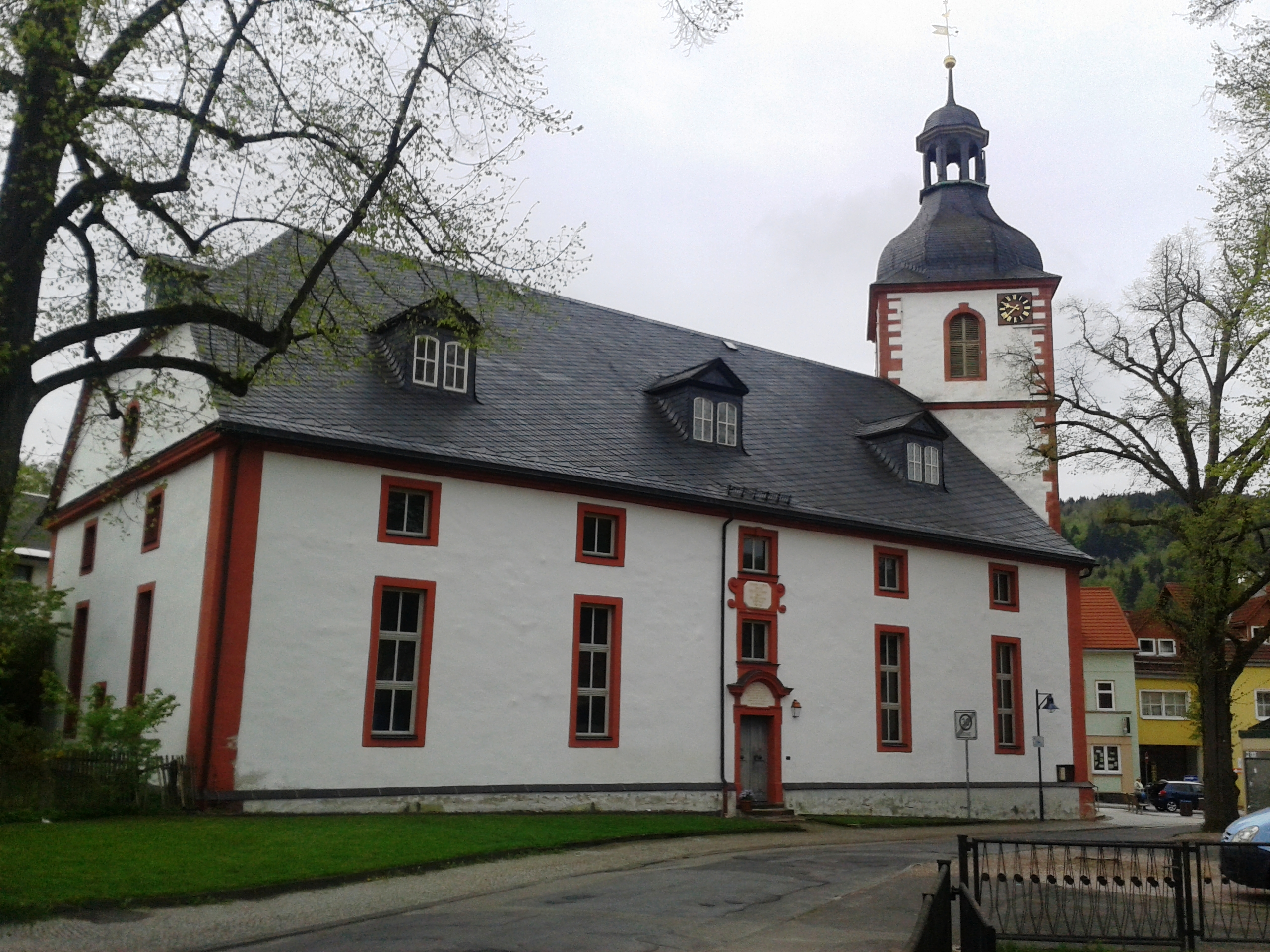
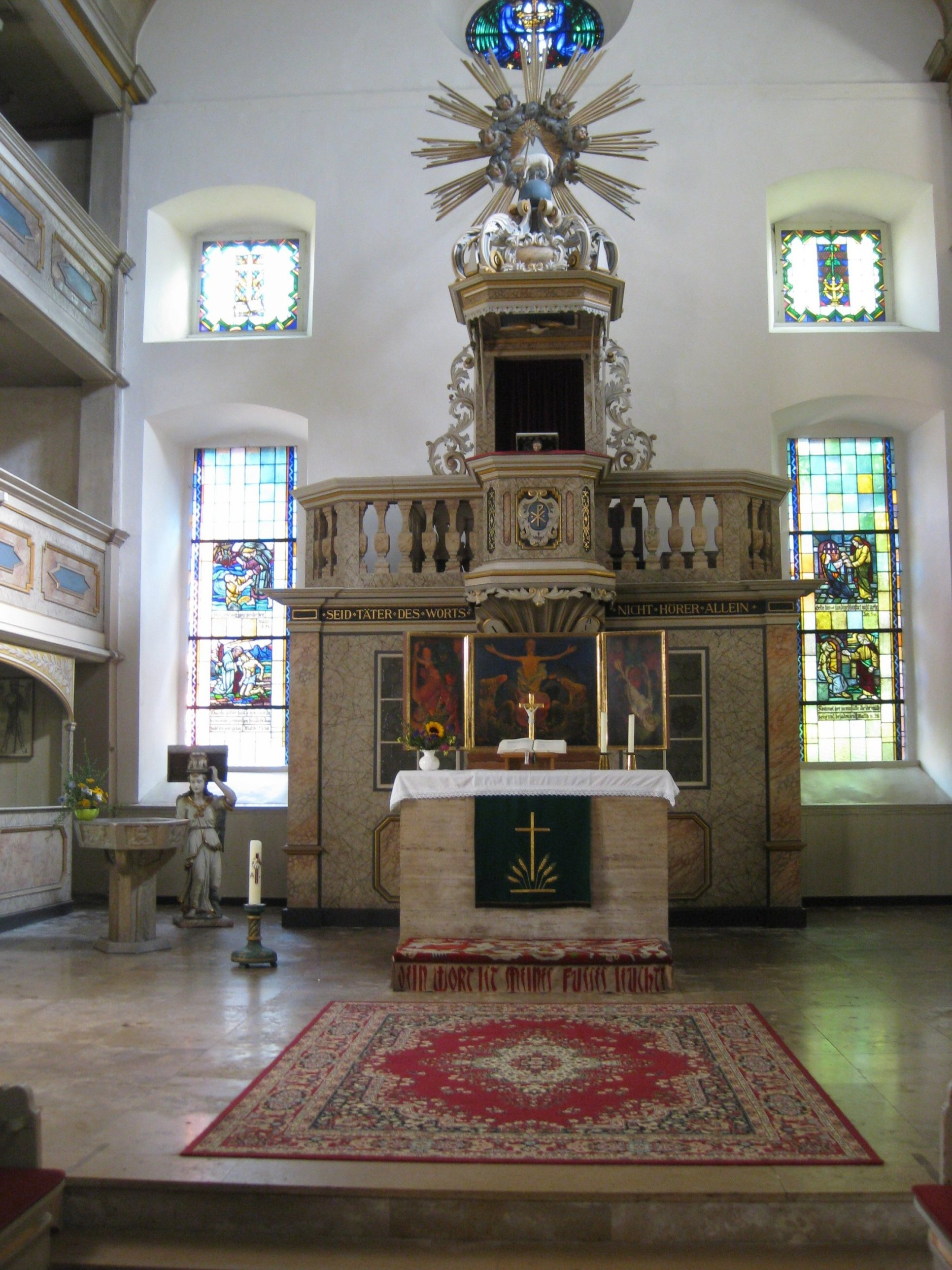
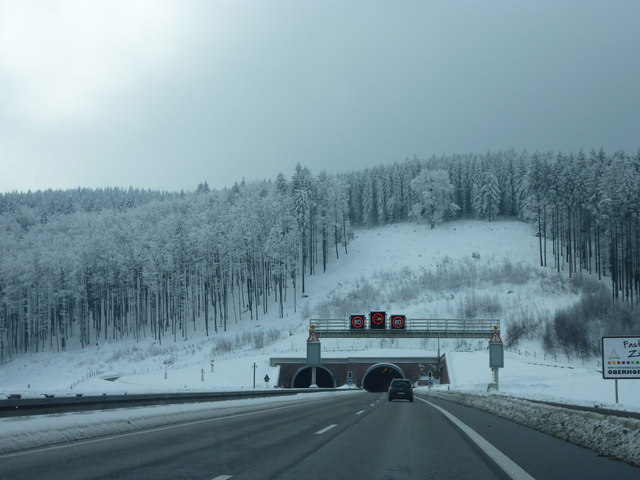
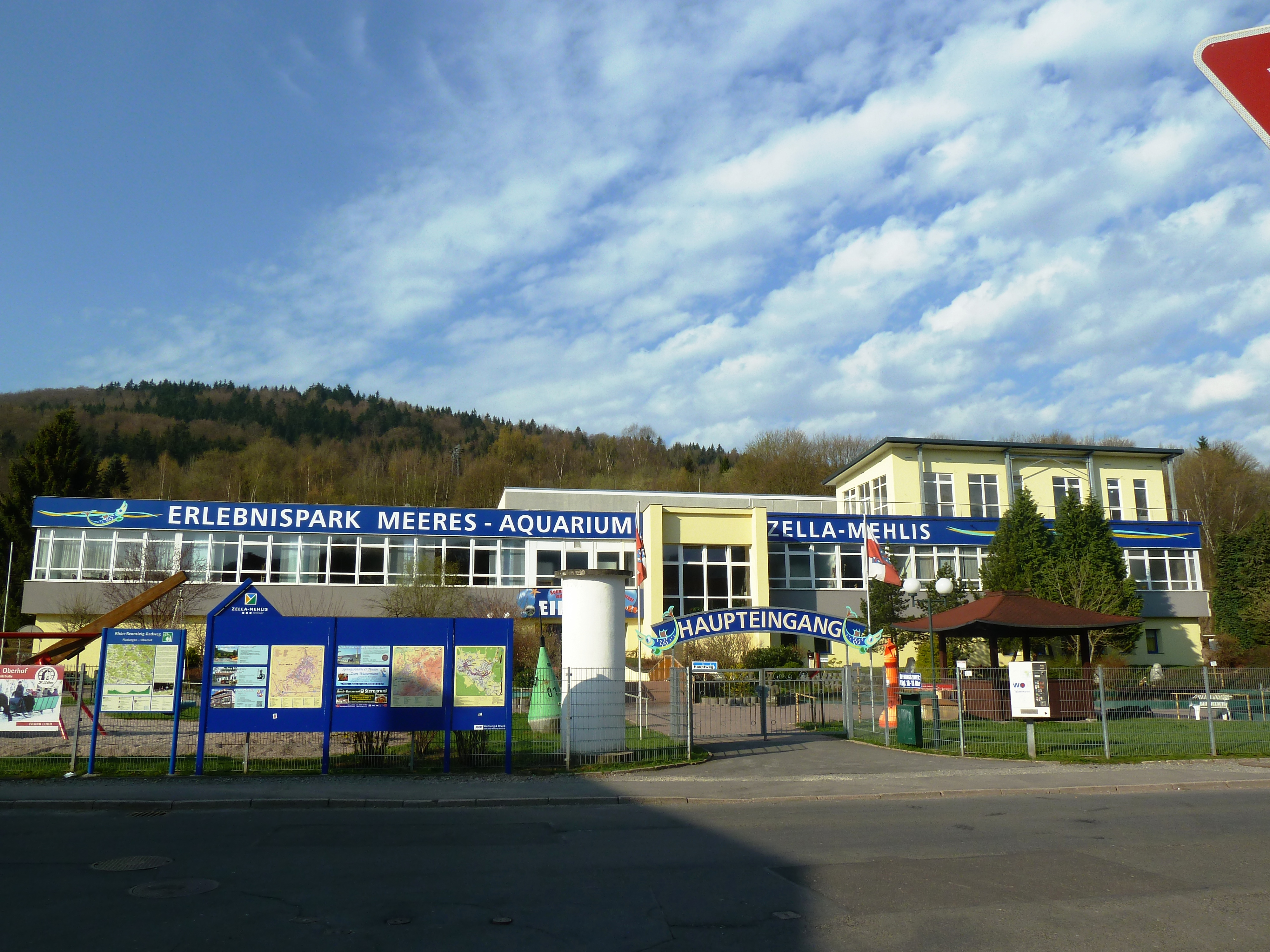
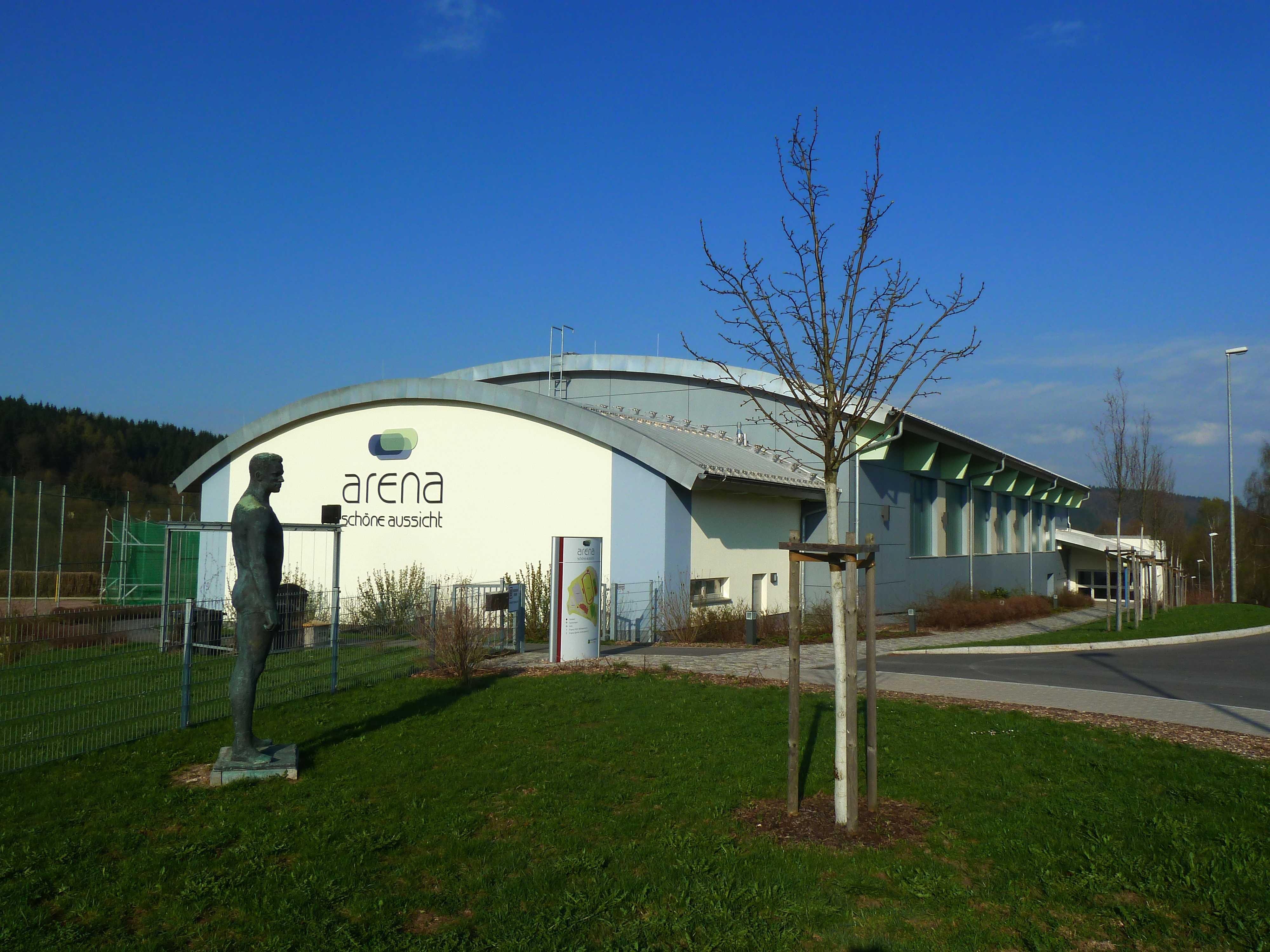
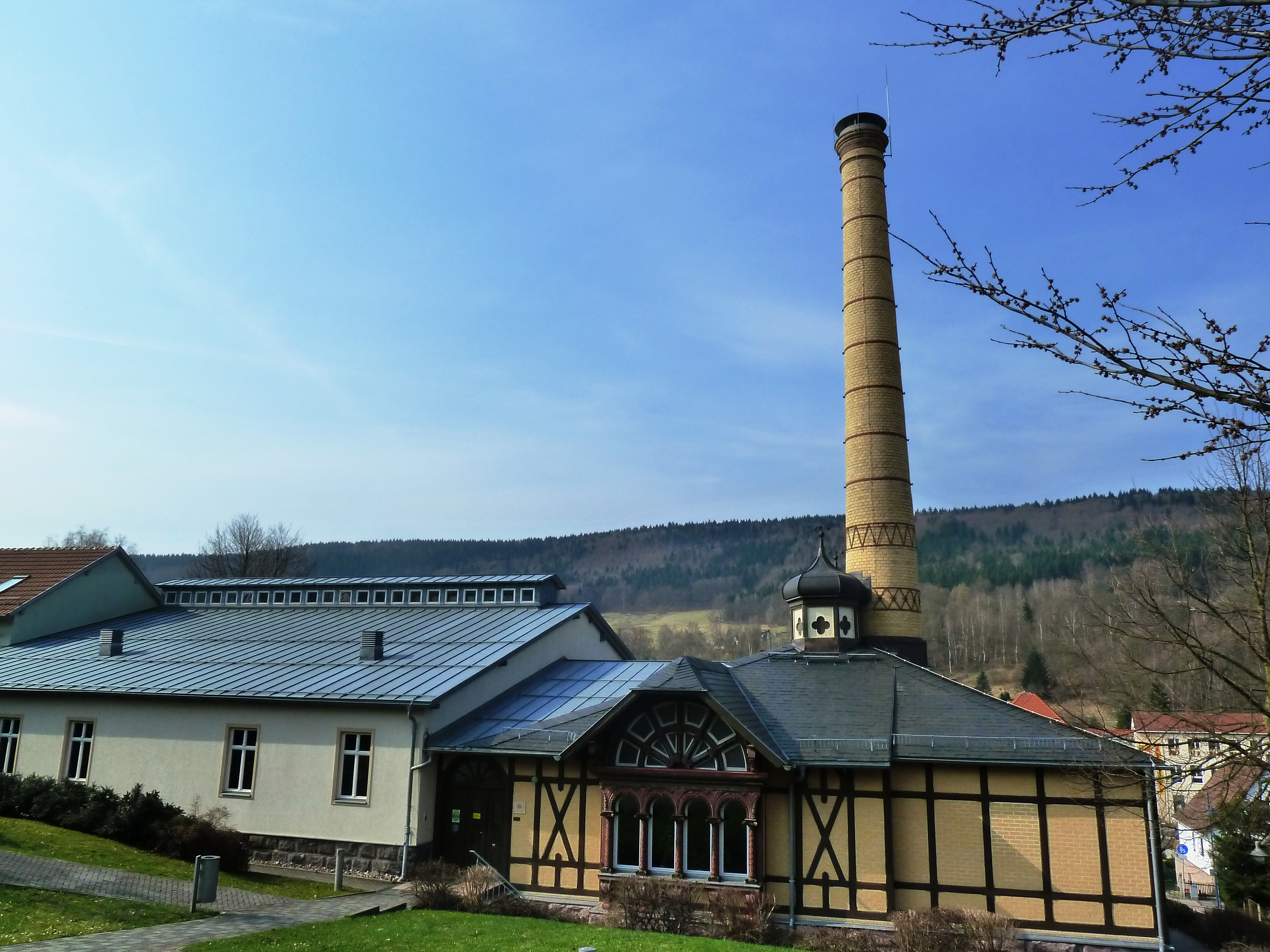
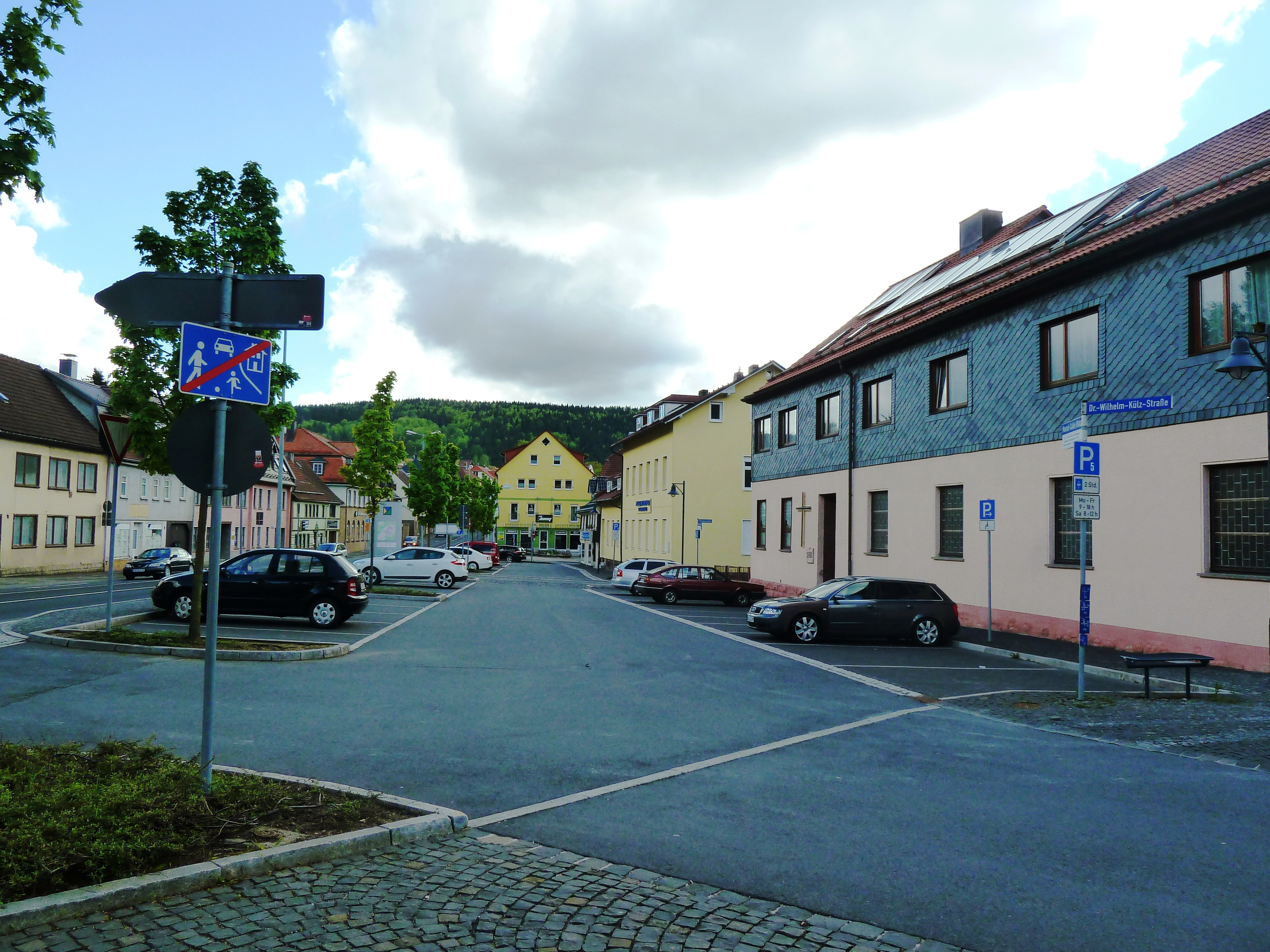
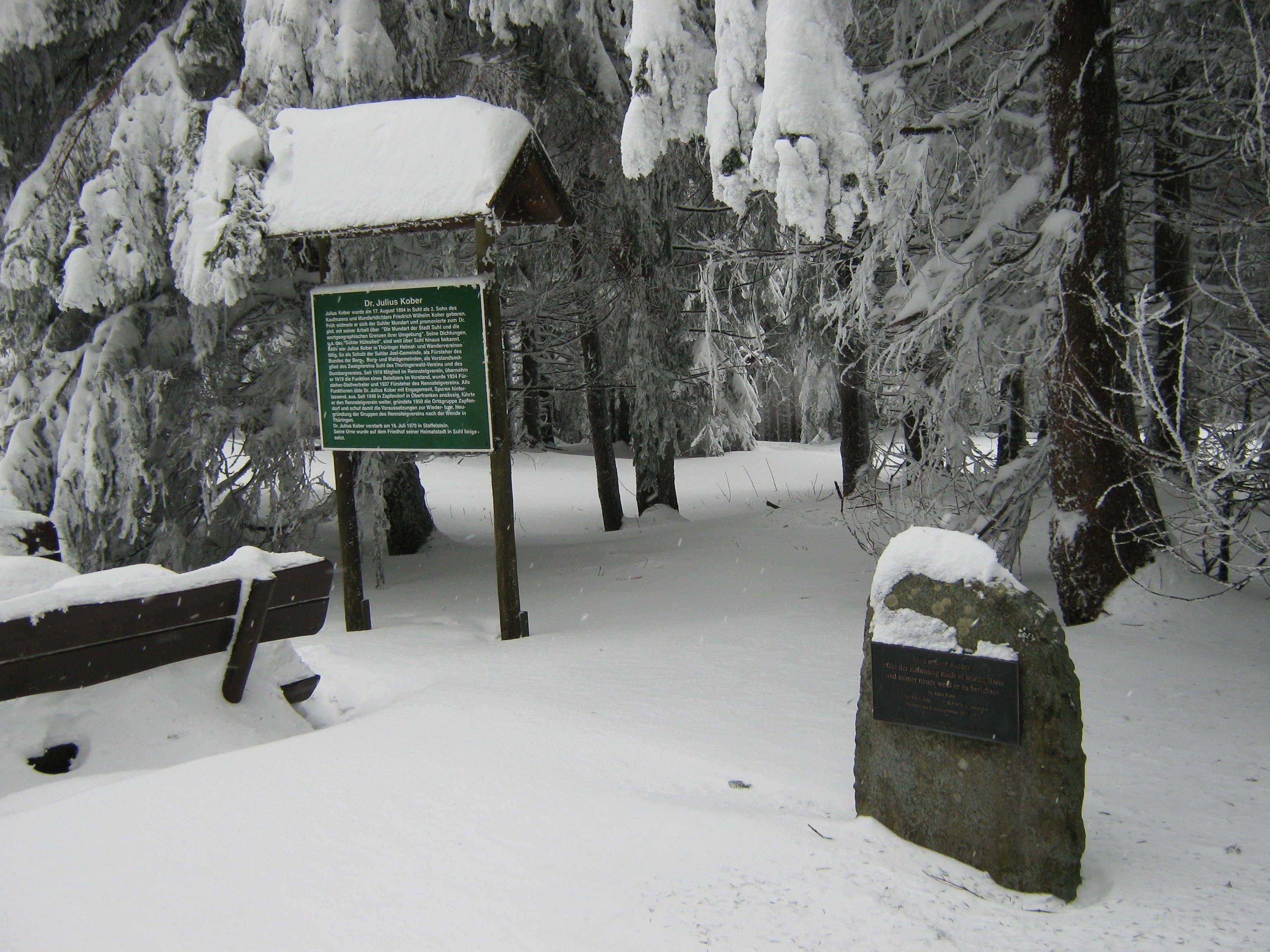

## Nevezetességek
- Plébániatemplom
- Szt. Magdolna templom
- Strandfürdő
- Síugrósáncok

## Népesség
A település népességének változása:
| Lakosok száma | 11 747 | 10 631 | 10 532 | 12 863 | 12 532 | 12 514 | 12 445 |
|               | 2010   | 2015   | 2017   | 2019   | 2021   | 2022   | 2023   |